# Michelle Toro
Michelle Toro, tidigare Williams, född 2 januari 1991, är en kanadensisk simmare. 
Toro tävlade i två grenar (50 meter frisim och 4 x 100 meter frisim) för Kanada vid olympiska sommarspelen 2016 i Rio de Janeiro. Hon var en del av Kanadas lag som tog brons på 4 x 100 meter frisim.